# Karl August Neuhausen
Karl August Neuhausen (* 14. Dezember 1939 in Köln; † 5. Oktober 2017 in Siegburg) war ein deutscher Klassischer Philologe.

## Leben
Karl August Neuhausen studierte von 1959 bis 1964 Klassische Philologie an der Universität Bonn. Nach dem Staatsexamen 1964 wurde er 1965 bei Wolfgang Schmid mit einer lateinisch geschriebenen Dissertation zum Dr. phil. promoviert. Anschließend arbeitete er als Dozent an der Universität Bonn. 1970 wurde er zum Akademischen Oberrat ernannt. 2005 trat er in den Ruhestand.
Neuhausen beschäftigte sich mit der lateinischen Literatur der Antike, des Mittelalters und der Neuzeit. Sein bekanntestes Werk ist ein Kommentar zu Ciceros Dialog Laelius de amicitia. Neuhausen war seit 1999 Herausgeber des Neulateinischen Jahrbuchs und der Noctes Neolatinae. Neo-Latin Texts and Studies. In der Tradition seines akademischen Lehrers Schmid trat er für Latein als lebendige Sprache ein.
Neuhausen war auch an dem Projekt einer Neuausgabe und Übersetzung von Engelbert Kaempfers Amoenitatum Exoticarum Politico-Physico-Medicarum Fasciculi V (Lemgo 1712) beteiligt.

## Schriften
- De voluntarii notione Platonica et Aristotelea (Klassisch-philologische Studien, H. 34, ZDB-ID 130711-3). Harrassowitz, Wiesbaden 1967, (Zugleich: Bonn, Universität, Dissertation, 1965).
- M. Tullius Cicero, Laelius. Einleitung und Kommentar. Lieferung 1–3. Winter, Heidelberg 1981–1992, ISBN 3-533-02962-X.
- mit Arnold Becker, Marc Laureys, Georg Rudinger: Theodosius Schoepffers „Gerontologia seu Tractatus de jure senum“. Kulturwissenschaftliche Studien zu einem vergessenen Traktat über das Altenrecht (= Super alta perennis. Studien zur Wirkung der Klassischen Antike. 5). V & R unipress u. a., Göttingen u. a. 2011, ISBN 978-3-89971-705-1, (Auszüge online).